# Collegio Alessandro Volta
Il Collegio Alessandro Volta, progettato dallo studio di Gianpaolo Calvi, è stato fondato nel 2000. Si tratta di un collegio universitario con sede a Pavia ed è tra i più recenti che la città ospita. 
La struttura presenta una forma a doppio pettine con una corte chiusa al centro.

## Storia
Il Collegio Volta, fondato nel 2000 e finanziato dalla regione Lombardia, è situato a Pavia. Dispone di 120 stanze singole e 16 posti di foresteria. Collocato nell'area universitaria ceduta in diritto di superficie all’EDISU, il collegio è stato ampliato nel 2014 con una nuova ala (inaugurata nel 2015 come "Ala Nord"). Il nuovo ampliamento ha permesso di aumentare la capienza per altri 83 posti.
Il collegio è intitolato ad Alessandro Volta, in omaggio al bicentenario dell'invenzione della pila. 

## Descrizione

### Inquadramento dell'area
L’edificio è ubicato nella parte occidentale della città, nella zona denominata Cravino, già sede dei nuovi complessi scientifici dell'Università di Pavia.
Quest’area urbana ha influenzato fin dagli anni Settanta lo sviluppo del settore universitario locale, favorendone nel tempo il consolidamento funzionale e dotando la zona di attrezzature scientifiche di rilevanza sovracomunale.
Il collegio universitario A. Volta gode di una posizione privilegiata, che consente agli utenti di usufruire dei servizi complementari necessari alla funzione residenziale e delle attività ricreative. In particolare, è garantita una facile accessibilità alle sedi universitarie, situate a circa 100 metri dal collegio, e ai servizi presenti nell'area, tra cui impianti sportivi e mensa universitaria. 
La vicinanza al Polo Universitario è stata un elemento cruciale nelle scelte di pianificazione e progettazione del Collegio Volta. Questo ha permesso una valutazione accurata del corretto inserimento della struttura in un ambiente naturale di pregio, caratterizzato dalle attività agricole legate alle cascine circostanti

### La struttura
Il tipo edilizio del collegio universitario A. Volta è a doppio pettine, con una caratteristica corte chiusa al centro.  
L'edificio del Collegio Volta è strutturato su diversi livelli per garantire un ambiente confortevole e funzionale agli studenti. Partendo dal piano interrato, si sviluppa poi su quattro piani fuori terra per il volume centrale e i due bracci ortogonali, mentre i due volumi laterali sono distribuiti su tre piani fuori terra. Un ulteriore piano ospita due locali tecnici e il sottotetto, completando la disposizione complessiva dell'edificio.
I collegamenti verticali sono essenziali per facilitare l'accesso tra i vari livelli e sono garantiti da due vani scala e un ascensore, collocati in posizione centrale e immediatamente accessibili dall'ingresso principale. Questi vani scala costituiscono i nodi di intersezione tra i cinque blocchi a corridoio centrale, assicurando una circolazione efficiente e sicura all'interno della struttura.
Ogni piano è dotato di locali destinati a diverse funzioni: depositi per biancheria, guardaroba e spazi per attrezzature di manutenzione ordinaria dell'edificio. Inoltre, sono presenti servizi igienici ad uso comune, progettati anche per garantire l'accessibilità alle persone disabili, migliorando così l'inclusività dell'ambiente.
Gli impianti tecnologici essenziali per il funzionamento quotidiano dell'edificio, come quelli per il riscaldamento, la produzione di acqua calda sanitaria e la climatizzazione, sono situati al quarto piano in locali tecnici strategici vicino ai vani scala. Questa disposizione permette una gestione efficiente degli impianti e contribuisce al comfort degli occupanti durante tutto l'anno accademico.
L'altezza utile interna di tutti i piani è di 2,70 m, mentre l'altezza interpiano è di 3,10 m, con uno spessore totale di 40 cm per gli orizzontamenti intermedi. L’altezza di progetto è pari a 14,10 m calcolata dalla quota di spiccato del marciapiede fino alla quota dell’intradosso della media delle altezze.

#### Ingresso
L'ingresso della palazzina centrale del Collegio Volta è enfatizzato da una sporgenza porticata al piano terra, caratterizzata da un timpano triangolare che la sovrasta. Questa struttura è completamente rivestita in laterizio faccia a vista, conferendo un'elegante robustezza architettonica. Gli spazi privati circostanti sono parzialmente pavimentati e in parte arricchiti da zone verdi con tappeto erboso, integrandosi armoniosamente nel disegno degli spazi esterni esistenti. Questo approccio crea una continuità visiva e funzionale tra l'edificio stesso e l'ambiente circostante, migliorando l’integrazione con il contesto naturale e urbano. 

#### Ala nord
Nell'ampliamento dell'ala nord si trovano otto nuove "isole" simili a quelle esistenti, per un totale di 32 posti alloggio. Inoltre, ulteriori 51 posti sono organizzati in nuclei integrati, ciascuno composto da cinque o sei camere singole, una sala cucina/pranzo e un locale comune per soggiorno e studio. 

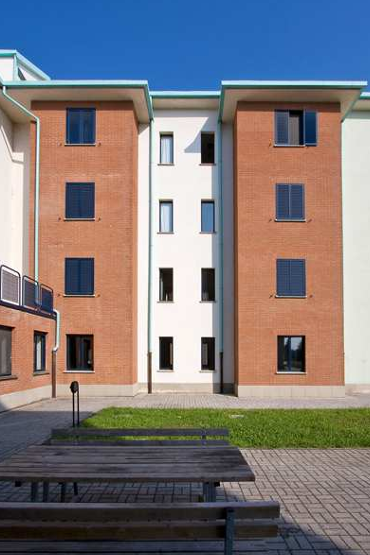
particolare facciata laterale

### Aspetto esterno
Le scelte cromatiche e materiche delle superfici esterne e delle coperture sono improntate alla consonanza con i colori e le atmosfere del paesaggio agricolo circostante, oltre che riprendere le stesse finiture del fabbricato esistente

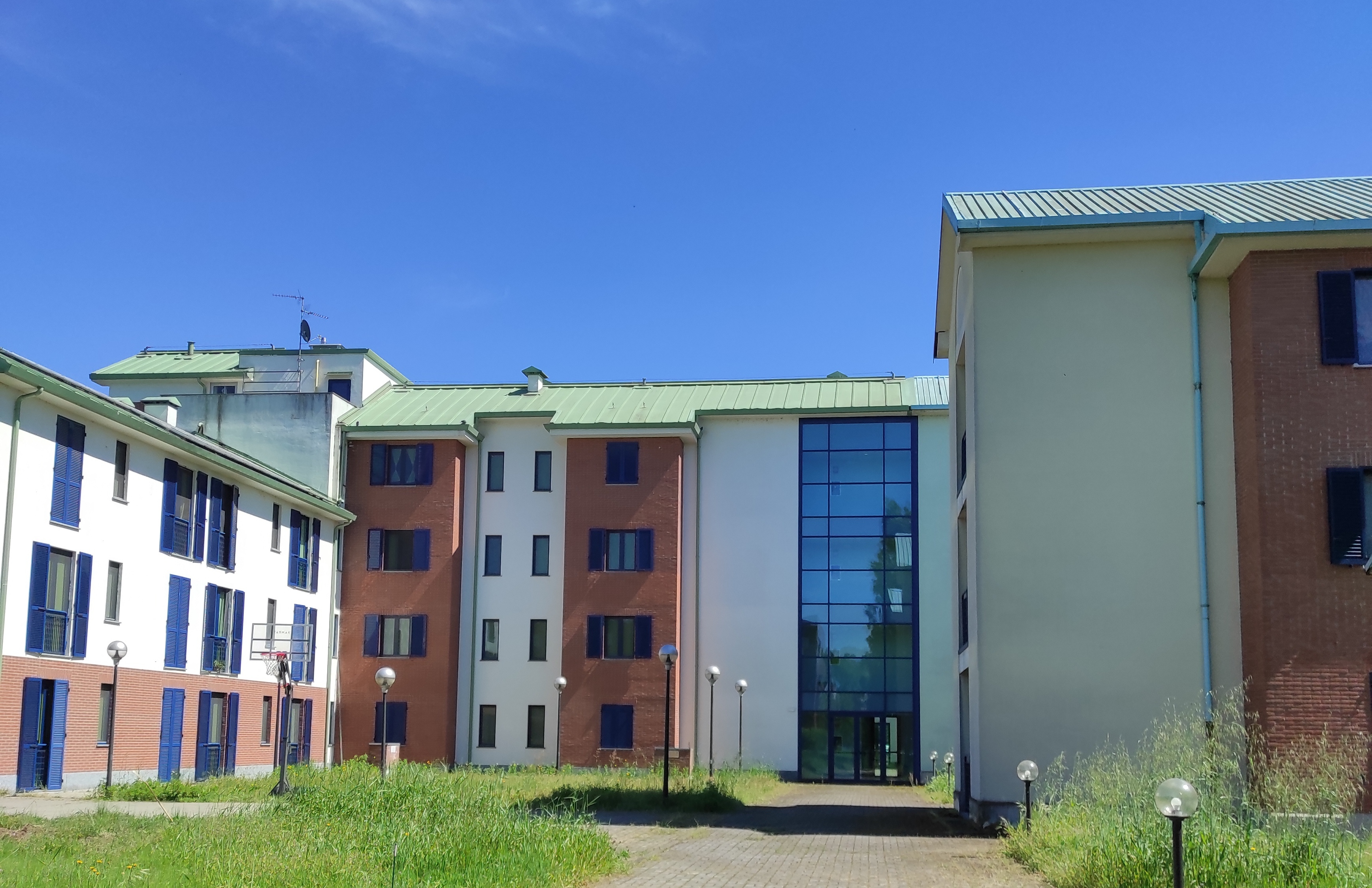
Visione laterale della facciata del collegio_ 2024

La parte centrale, evidenziata da un volume centrale sporgente, è interamente rivestita in mattoni faccia vista, con porticato a doppia altezza e timpano triangolare di coronamento. Sui lati esterni, simmetricamente rispetto al nuovo ingresso, si trovano i corpi contenenti le camere, caratterizzati da facciate intonacate con basamento in mattoni a vista e zoccolo in pietra naturale, e coronamento con falde inclinate in lamiera d'alluminio preverniciato.
I tetti a falda inclinata sono particolarmente distintivi, realizzati in colore rame ossidato, che conferisce un carattere unico e riconoscibile all'intero complesso architettonico. 
Il distacco tra l'edificio esistente e la nuova realizzazione è però architettonicamente leggibile tramite uno scarto materico e cromatico garantito dall'inserimento di un'unica grande vetrata a tutta altezza. Gli spazi privati circostanti, in parte pavimentati ed in parte sistemati a verde con tappeto erboso, si fondono nel disegno degli spazi esterni esistenti e mediano il rapporto tra lo spazio costruito ed il contesto. 

### Fonti rinnovabili di energie
Per garantire la compatibilità ambientale del progetto, è stata prevista l'integrazione della produzione di acqua calda sanitaria mediante l'installazione di pannelli solari sulla copertura dell'edificio.

## Organizzazione
L'ospitalità del collegio è di tipo misto, con una prevalenza dell'organizzazione in nuclei residenziali integrati. Questa varietà organizzativa consente al collegio di ospitare differenti tipi di utenti e di mantenere la funzione fondamentale di favorire la socializzazione e l'integrazione. L'organizzazione a nuclei integrati è ideale per mediare tra le esigenze di privacy e socialità degli studenti, poiché garantisce la presenza di aree individuali di studio e riposo e di zone collettive di socializzazione. 
In dettaglio, nel collegio sono presenti trenta "isole" residenziali costituite ognuna da quattro camere singole con relativo bagno di pertinenza ed un locale comune, dotato di terrazzo, attrezzato con cucina. Sono inoltre presenti sedici posti alloggio organizzati in mini appartamenti nell'ottica di ospitare diversi tipi di utenti ed incentivare i processi di socializzazione. 
Inoltre, l'uso di spazi da parte di piccoli gruppi permette di espandere le dimensioni complessive della struttura senza creare problemi di estraniazione causati dalla presenza di troppi individui. La realizzazione di tre differenti tipologie di nuclei integrati consente di avere ambienti diversi e più stimolanti dal punto di vista percettivo. La struttura è inoltre dotata di una serie di servizi collettivi (sale internet, sale musica, sale gioco, palestra, mensa) per lo svolgimento delle attività comuni e socializzanti. Questi servizi, esterni ai nuclei residenziali integrati, sono facilmente accessibili sia agli utenti della struttura esistente sia a quelli della nuova struttura di ampliamento, grazie a una rete di percorsi che collegano le diverse aree funzionali. 

### Gli spazi collettivi
Gli spazi collettivi, sia esistenti che di progetto, presenti all'interno del complesso possono essere suddivisi in tre categorie principali:
1.    Servizi culturali e didattici. Includono spazi destinati a riunioni tra gli utenti che desiderano organizzare attività associative o di gruppo (sale riunioni, aula magna) e attività culturali a supporto della didattica (biblioteche, sale studio).
2.    Servizi ricreativi. Comprendono spazi per la visione collettiva di eventi televisivi speciali o film (sale video), e per l'ascolto collettivo di musica (sale musica).
3.    Servizi di supporto gestionale e amministrativo. Sono spazi di supporto agli utenti come deposito biciclette e locali lavanderia/stireria.
Due “torri scala” poste sul fronte principale (lato nord) garantiscono l’accesso a tutti i piani residenziali ed anche alle centrali tecnologiche poste in copertura. Le “torri scala” rispettano la normativa vigente in materia di prevenzione incendi e di abbattimento delle barriere architettoniche; in ognuna di esse è inserito un ascensore idoneo anche al trasporto di persone diversamente abili.